# Långshyttan
Långshyttan est une localité de Suède dans la commune d'Hedemora située dans le comté de Dalécarlie.
Sa population était de 1 470 habitants en 2019.